# Нили, Тед
Тедди Джо (Тед) Нили (англ. Teddie Joe "Ted" Neeley, род. 20 сентября 1943) — американский рок-музыкант (барабанщик), певец, композитор, продюсер звукозаписи, актёр театра и кино. Наиболее известен по исполнению главной роли в фильме «Иисус Христос — суперзвезда» (1973) и участию в постановке ряда мюзиклов.

## «Иисус Христос Суперзвезда»
Эндрю Ллойд Уэббер сочинял рок-оперу  «Иисус Христос Суперзвезда», заранее исходя из того, что она будет экранизирована, поэтому режиссёру Норману Джуисону не пришлось тратить много времени на написание сценария.
Вначале было решено, что Иисусом будет привычный для массового слушателя Иэн Гиллан, но сам Гиллан к тому времени сниматься в фильме не мог, так как работал в Deep Purple. Поэтому на главную роль взяли Теда Нили, который тоже был к тому времени достаточно популярным.

## Работы

### Актёрские
- Иисус Христос — Суперзвезда / Jesus Christ Superstar (1973) … Jesus Christ
- Проклятье горы демонов / The Shadow of Chikara (1977) … Amos Richmond — Teach
- Человек из Атлантиды / Man from Atlantis (1977—1978) (сериал) … Jack Muldoon
- Видения / Visions (1976—1980) (сериал) … Scenes from a middle class
- Идеальная пара / A Perfect Couple (1979) … Teddy
- Старски и Хатч / Starsky and Hutch (1975—1979) (сериал) … Lionel Rigger
- Суровая страна / Hard Country (1981) … Wesley
- Riptide (1984—1986) (сериал) … Larry Bloom
- Джанго освобождённый / Django Unchained (2012) … Tracker
- Карнавал Дьявола: Аллилуйя! / Alleluia! The Devil's Carnival (2015) ... The Publicist

#### Композиторские
- Blame It on the Night (1984)

- Кошмар в летнем лагере / Summer Camp Nightmare (1987)
- Пойманный / Caught (1987)

## Номинации и награды
- 1974 — двойная номинация на «Золотой глобус» в категориях «Лучшая мужская роль (комедия или мюзикл)» и «Лучший актёрский дебют в мужской роли»[3]